# توماس آندرس
توماس آندرس (به آلمانی: Thomas Anders) (متولد ۱ مارس ۱۹۶۳ آلمان غربی) خواننده معروف و محبوب آلمانی است. او قبلاً عضو گروه مدرن تاکینگ بوده‌است. توماس خوانندگی را در سال ۱۹۸۰ با اجرای ترانه جودی آغاز کرد در سال ۱۹۸۴ با دیتر بوهلن آشنا شد و گروه مدرن تاکینگ تشکیل شد.
آن‌ها در سال ۱۹۸۷ از هم جدا شدند و توماس شروع به کار انفرادی کرد. وی اولین آلبومش را با تهیه‌کننده التون جان به نام متفاوت در سال ۱۹۸۹ اجرا کرد و آلبوم موفقیت بزرگی برایش به ارمغان آورد. این آلبوم در سال ۱۹۹۸ هم به بازار عرضه شد. بعد از آن وی ۵ آلبوم دیگر اجرا کرد که موفقیت چندانی برایش نداشت تا سال ۱۹۹۷ که دوباره با دیتر بوهلن در سال ۱۹۹۸ آلبوم back for good را اجرا کرد و مدرن تاکینگ دوباره آغاز بکار کرد آن‌ها دوباره در سال ۲۰۰۳ از هم جدا شدند و توماس دوباره شروع به کار انفرادی کرد و آلبوم this time را در سال ۲۰۰۴ عرضه کرده و این آلبوم در آلمان رتبه ۱۴ را کسب کرد. در سال ۲۰۰۶ وی آلبوم songs forever را که مجموعه‌ایی از آهنگ‌های معروف قدیمی بود به سبک swing اجرا کرد که مورد استقبال واقع نشد. آخرین آلبوم وی به نام strong جدیداً به بازار عرضه شده که مورد استقبال عمومی واقع شده‌است و در روسیه که بیشترین طرفداران توماس در آنجا هستند رتبه دوم را کسب کرده. کلیپ stay with me آخرین کلیپ وی است که به سبک فیلم‌های جیمز باند اجرا شدهاست.
در سال ۲۰۱۱ او با همکاری uwe fahrenkrog تهیه‌کننده و کیبورد زن nena که خواننده شناخته شده‌ای در آلمان است آلبومی به نام two را منتشر کردند که در آلمان رتبه ۱۱ را کسب کرد. لقب توماس آندرس در زمان اوج King Of Voice بود.
آخرین آلبوم او با همکاری Uwe Fahrenkrog با نام TWO در سال ۲۰۱۱ منتشر کرد که موفقیت زیادی را برای او به همراه داشته‌است. همچنین در سال ۲۰۱۲ آهنگی با نام no ordinary love (عشق معمولی نیست) را به همراه خواننده روسی کاملیا زاهور خواند. وی در اواخر سال ۲۰۱۲ آلبومی برای کریسمس با نام کریسمس برای تو منتشر کرد. تمامی آهنگ‌های این آلبوم دربارهٔ کریسمس است و برگرفته از کارهای دیگر خوانندگانی است که درباره این رخ داد خوانده‌اند.
وی در سال‌های ۲۰۱۷ و ۲۰۱۸ دو آلبوم به زبان آلمانی منتشر کرده که مورد توجه قرارگرفته‌است. او این اقدام را بر این اساس بیان کرده‌است که طرفدارانش از وی خواسته‌اند که آلبومی به زبان مادری خود نیز منتشر کند. این دو آلبوم به ترتیب زندگی پاک و همیشه با تو نام‌گذاری شده‌اند.

## همکاری با امید سلطانی
او در سال ۲۰۱۳ میلادی (۱۳۹۲) به همراه امید سلطانی ترانه ای را با نام ما یکی هستیم (به انگلیسی: We are one) اجرا کرد. این ترانه که تهیه کنندگی آن را فرهاد زند ساکن مالمو سوئد  بر عهده داشت و اشعار آن را مریم جلالی سروده، در روز نخست ماه اوت (۱۳ مرداد) ارائه شد. فرهاد زند که ایده این همکاری و ترانه از آن اوست، در آلبوم آخر توماس آندرس با او همکاری داشته‌است. مضمون کلی آهنگ به مفهوم جهانی متحد اشاره دارد.